# Toyooka
Toyooka (japanska: 豊岡市?, Toyooka-shi) är en stad i Hyōgo prefektur i Japan. Staden fick stadsrättigheter 1950.